# 蒲池焼
蒲池焼（かまちやき）は福岡県柳川市及び瀬高町で焼かれる焼き物。「幻の土器」と称される。

## 歴史
1604年（慶長9年）、肥前佐賀の領主鍋島直茂公に仕えていた家長彦三郎方親が、今の柳川市西蒲池で土器を焼いたことが始まりとされる。方親は先祖代々土器師の家に生まれ、1592年（天正20年）には豊臣秀吉にその作りを褒められ、朱印状を与えられた人物だったという。その後、田中吉政や立花宗茂の保護を受け、当時は御止窯として一般への販売が禁止されるほどの貴重品として珍重されていた。明治になると藩の保護を失い、一度は廃窯する。
1987年（昭和62年）、佐賀県尾崎焼を学んだ伊東征隆が再興に成功し、現在は数件の窯元が伝統的な技法を用いた器を焼いている。

## 特徴
現存する作品が少なく、その技術も口伝であったため、ほとんど史料は残っていない。
色は黒、赤、白の3つであり、「雲華」や「繧繝」と呼ばれる黒や白の斑紋があるものもあり、色の違いは焼き方や土によって変わる。生の状態の時に椿の葉で磨いた後、松の木で焚いた900度の窯で焼くことで、重厚な色合いの土器ができる。